# Callitriche mathezii
Callitriche mathezii är en grobladsväxtart som beskrevs av H.D. Schotsman. Callitriche mathezii ingår i släktet lånkar, och familjen grobladsväxter. Inga underarter finns listade i Catalogue of Life.